# Innocent Blood
Innocent Blood é o nono álbum de estúdio da banda Resurrection Band, lançado em 1989.
Mais uma vez, as letras das músicas falam de problemas atuais, passando pela pobreza em "Child of the Blues", escravatura em "80,000 Underground", no Diabo em "Fiend or Foul" e ainda na esperança de salvação no Céu em "Where Roses Grow".

## Faixas
1. "Rooster Crow" – 0:48
2. "Altar of Pain" – 3:15
3. "The House is On Fire" – 3:25
4. "80,000 Underground" – 3:14
5. "Fiend or Foul" – 7:20
6. "Where Roses Grow" – 7:20
7. "Right On Time" – 5:46
8. "Child of the Blues" – 3:40
9. "Laughing Man" – 3:31
10. "Bargain" – 5:31
11. "Great God in Heaven" – 2:56

## Créditos
- Glenn Kaiser - Vocal, guitarra
- Wendi Kaiser - Vocal
- Stu Heiss - Guitarra, teclados
- Roy Montroy - Baixo, teclados
- John Herrin - Bateria